# Tröskens rikkärr
Tröskens rikkärr är ett naturreservat i Gävle kommun i Gävleborgs län i Sverige.
Området är skyddat som naturreservat sedan 2011 och är 459 hektar stort. Det är beläget 10 kilometer sydost om Gävle och består främst av ett våtmarkskomplex. Det ersatte Matyxsjöns naturreservat från 1993.

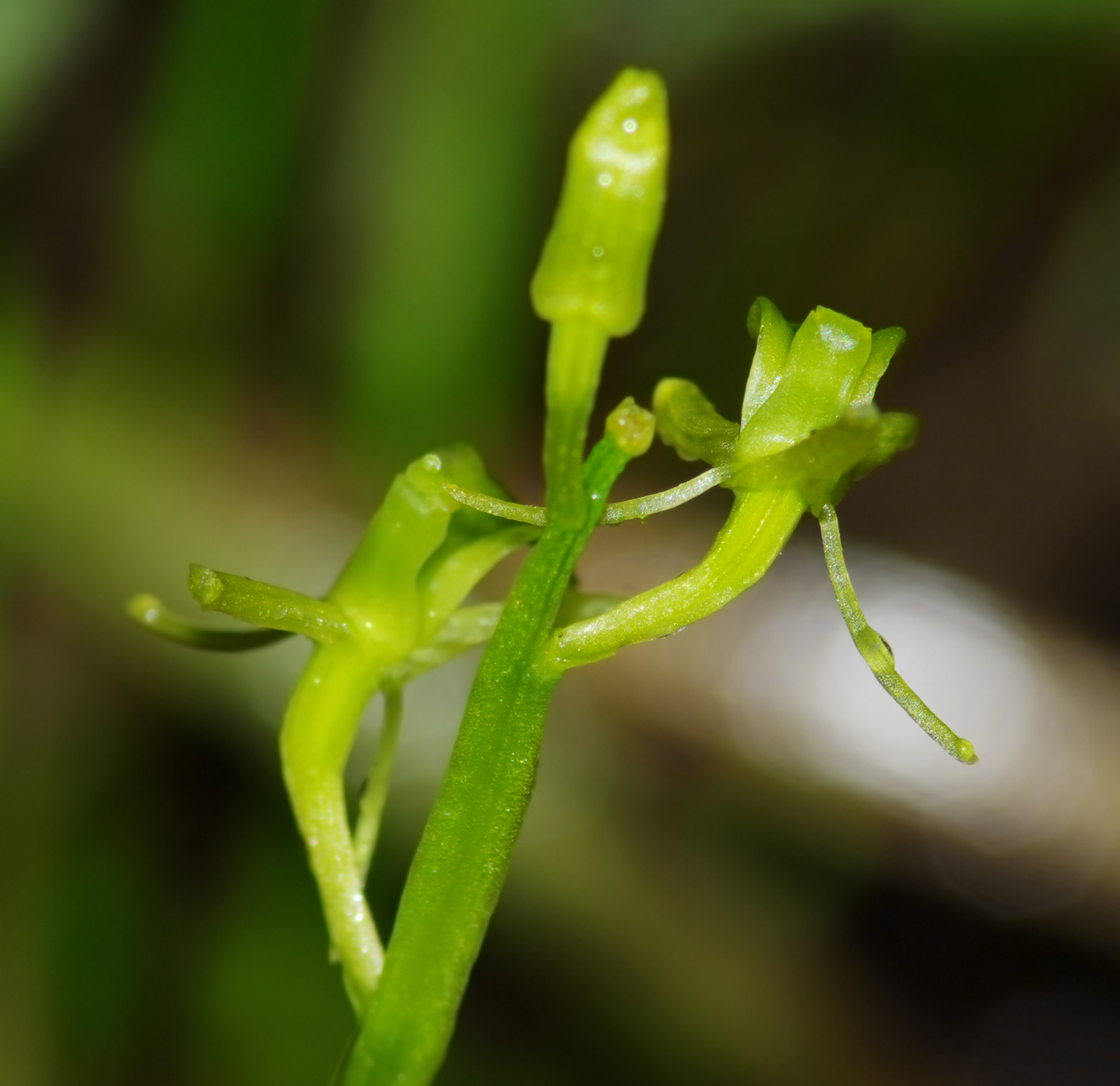
Orkidén Gulyxne förekommer i reservatet.

Där finns vassar, gungflyn, artrika rikkärr, gammal granskog, sumpskogar, ädellövlundar och tallskogsklädda öar. En kalkrik morän medför att floran är ovanligt rik och i reservatet har man funnit femton orkidéarter. Både gulyxne och knottblomster förekommer.
Sydost om Grinduga och vid Matyxsjön förekommer flera extremrikkärr med arter som axag, näbbstarr och kärrknipprot.